# Hillcrest Heights (Flórida)
Hillcrest Heights é uma vila localizada no estado americano da Flórida, no condado de Polk. Foi incorporada em 1923.

## Geografia
De acordo com o United States Census Bureau, a vila tem uma área de 0,4 km², onde todos os 0,4 km² estão cobertos por terra.

### Localidades na vizinhança
O diagrama seguinte representa as localidades num raio de 24 km ao redor de Hillcrest Heights.

## Demografia
Segundo o censo nacional de 2010, a sua população é de 254 habitantes e sua densidade populacional é de 612,9 hab/km². É a localidade mais densamente povoada do condado de Polk. Possui 131 residências, que resulta em uma densidade de 316,1 residências/km².